# Máy làm kem

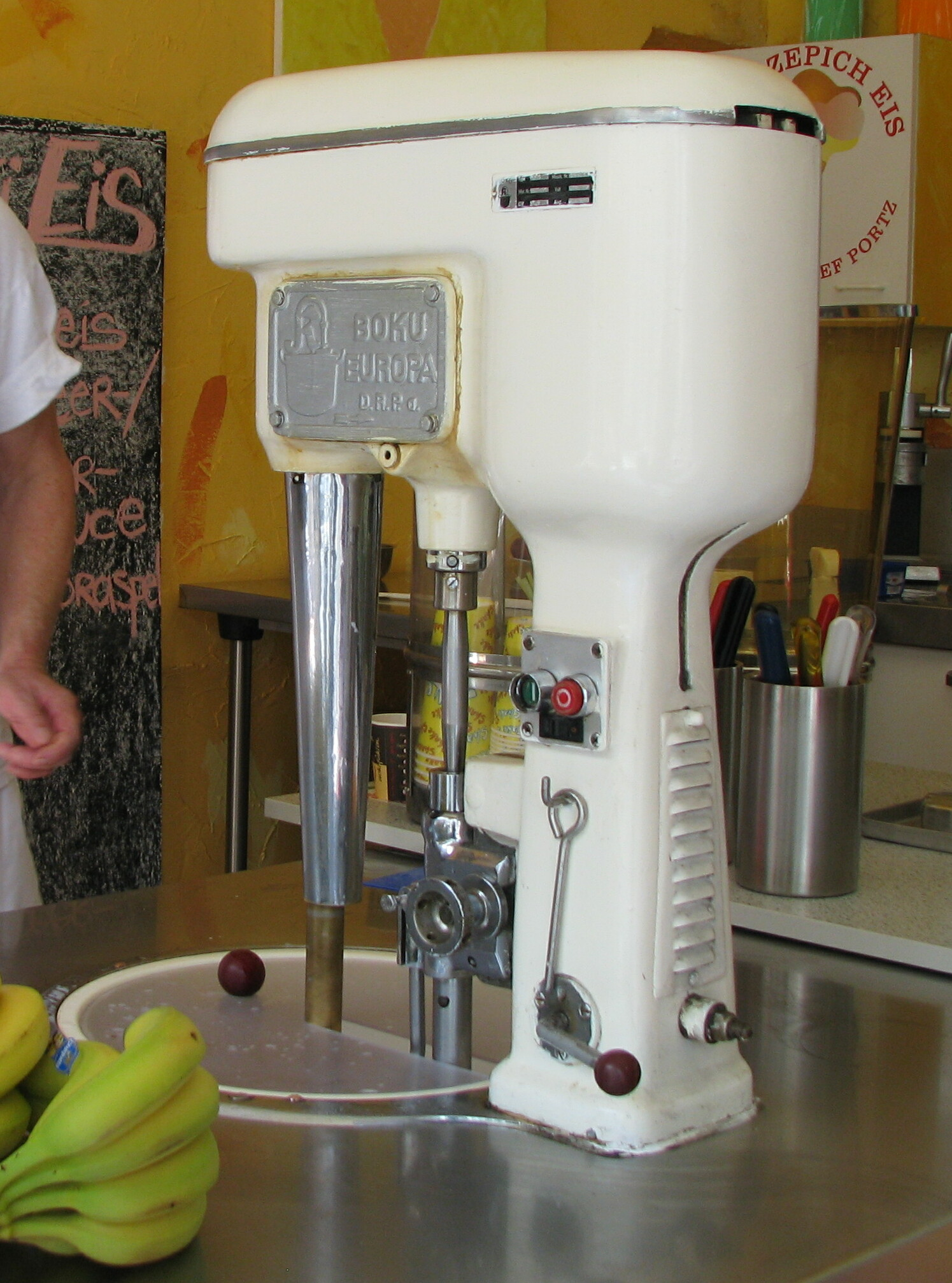
Máy làm kem thương hiệu Boku Europa

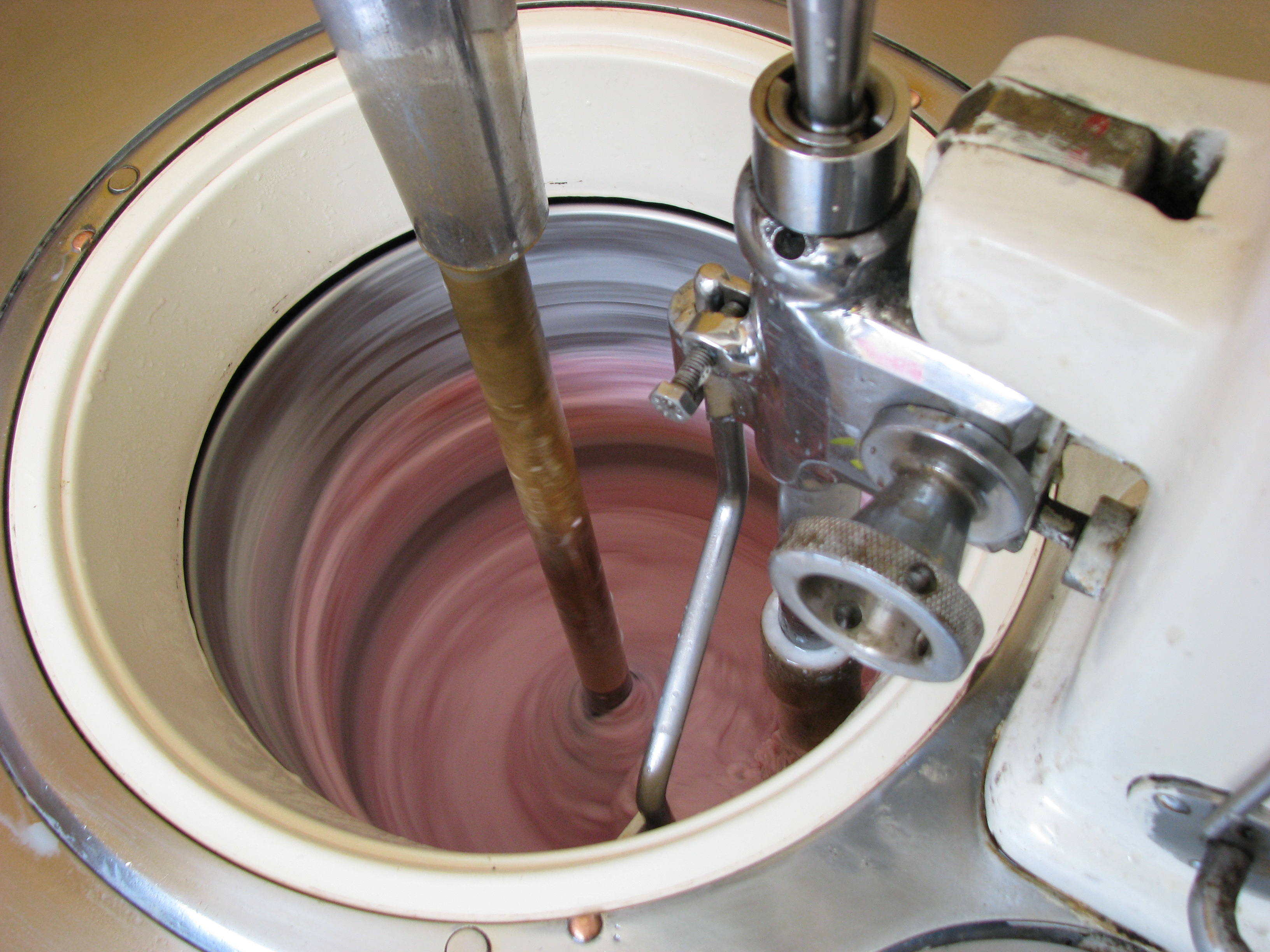
Chuẩn bị kem dâu tây

Máy làm kem là một thiết bị nhà bếp dùng để làm kem. Máy làm kem có thể hoạt động bằng cách dùng tay quay hoặc sử dụng động cơ điện. Hỗn hợp làm kem thường được làm lạnh bằng cách làm mát trước khi bỏ vào máy hoặc sử dụng bộ làm lạnh tích hợp.
Máy làm kem phải đồng thời làm lạnh và khuấy hỗn hợp để sục khí và giữ cho các tinh thể băng nhỏ (dưới 50 μm). Nhờ đó, phần lớn kem làm ra có thể được thưởng thức ngay lập tức. Tuy nhiên, các loại kem chứa cồn có thể cần được làm lạnh thêm để đạt độ cứng cần thiết.

## Lịch sử

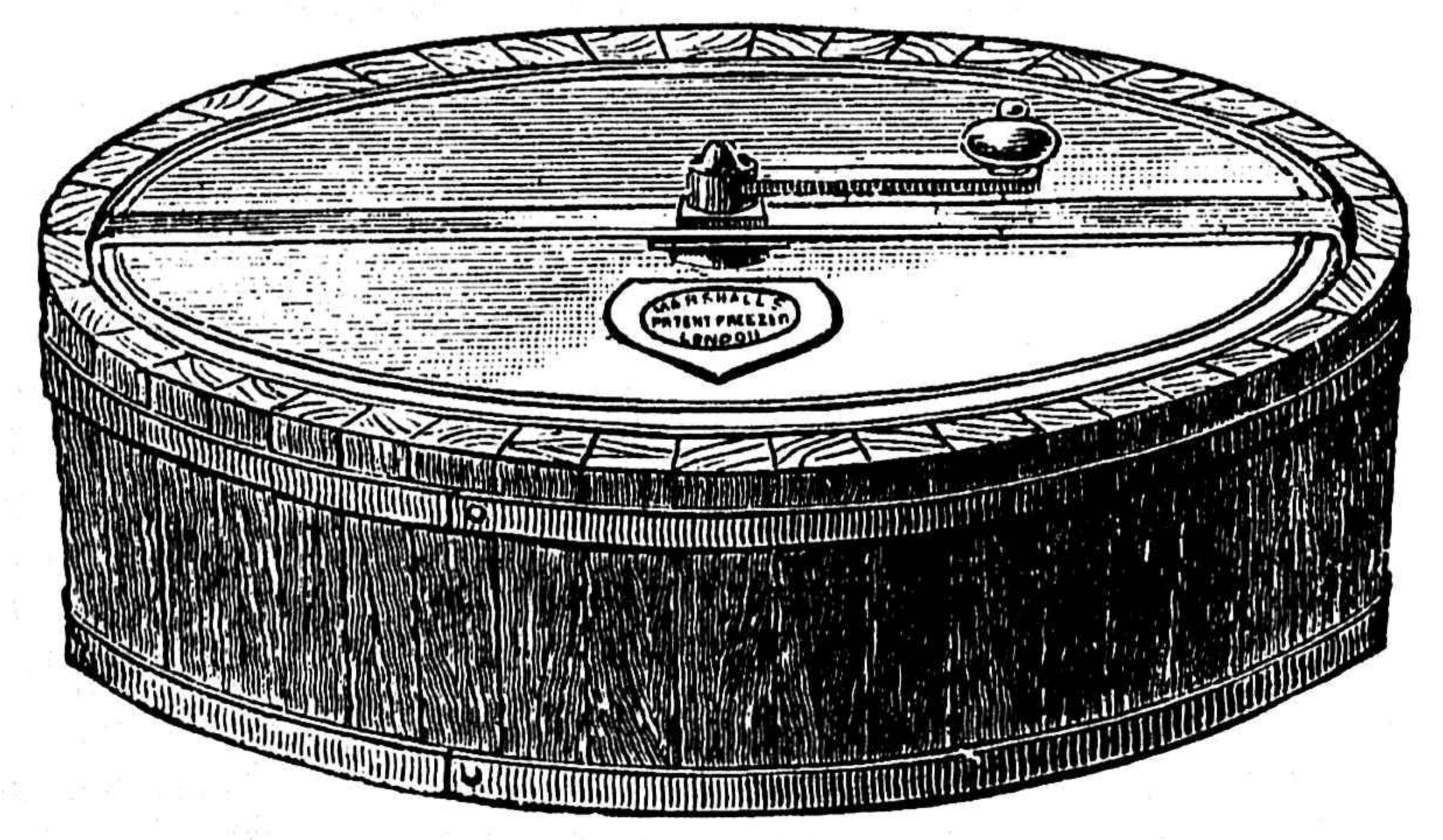
Máy làm kem được cấp bằng sáng chế năm 1885 của Agnes Marshall

Khoảng năm 1832, Augustus Jackson trở nên nổi tiếng nhờ phát triển nhiều công thức làm kem và tiên phong trong kỹ thuật làm kem bằng cách thêm muối vào đá để hạ nhiệt độ đông lạnh.
Năm 1843, Nancy Maria Donaldson Johnson từ Philadelphia đã nhận bằng sáng chế Hoa Kỳ đầu tiên cho một máy làm kem quay tay quy mô nhỏ. Thiết bị này có một xi lanh bằng thiếc được bao quanh bởi đá và muối để duy trì nhiệt độ lạnh.
Được mệnh danh là "Nữ hoàng của các món kem", nữ doanh nhân ẩm thực thời Victoria là Agnes Marshall đã được cấp bằng sáng chế năm 1885 cho một máy có thể làm đông một pint kem chỉ trong năm phút.

## Quy trình
Máy làm kem hoạt động bằng cách đồng thời làm lạnh và khuấy đều hỗn hợp. Quá trình này giúp sục khí (aeration) và ngăn ngừa sự hình thành các tinh thể băng lớn, mang lại kết cấu mịn màng. Một số máy cơ bản, đặc biệt là loại để bàn giá rẻ, có thể yêu cầu làm lạnh trước tô trộn hoặc phải để hỗn hợp vào tủ đông thêm sau khi khuấy xong.

## Các loại máy

### Máy quay tay

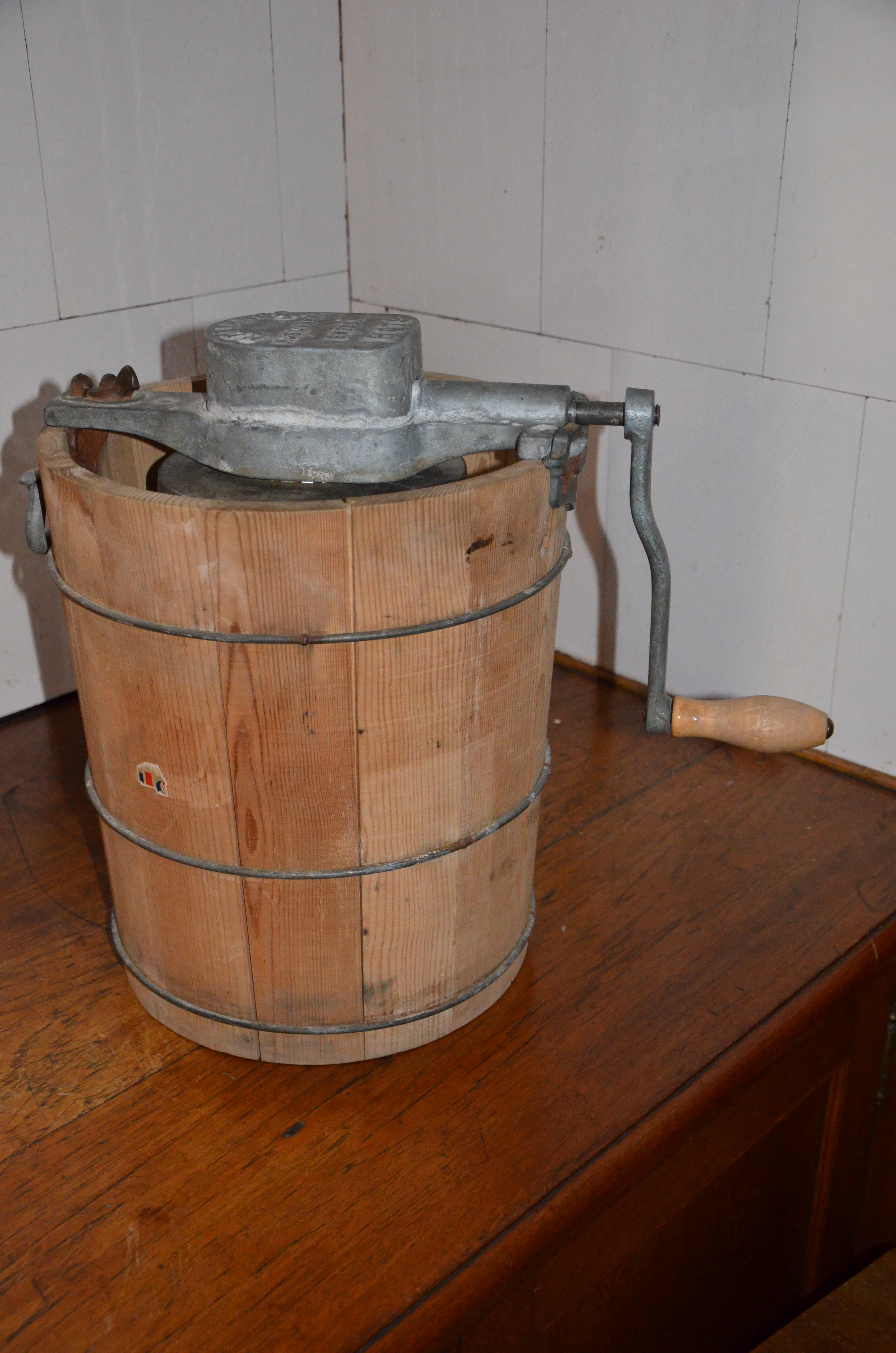
Máy làm kem quay tay

Thiết kế của Nancy Johnson năm 1843 sau đó được William Young sản xuất đại trà năm 1848 với tên gọi "Máy làm kem sáng chế Johnson".
Những máy này thường sử dụng hỗn hợp đá và muối để tạo nhiệt độ thấp cần thiết và phải quay tay liên tục trong quá trình làm kem.

### Máy điện
Máy làm kem điện hiện đại tự động hóa quá trình khuấy và thường có khả năng làm lạnh tích hợp. Một số loại yêu cầu làm lạnh trước tô trộn, trong khi loại khác dùng máy nén để giữ môi trường làm lạnh ổn định.